# Noorwegen op de Olympische Winterspelen 1924
Tijdens de Olympische Winterspelen van 1924 die in Chamonix, Frankrijk werden gehouden nam Noorwegen deel en was hiermee een van de zestien landen die aan deze eerste Olympische winterspelen deel nam.
De Noorse delegatie bestond uit veertien ingeschreven deelnemers, dertien mannen en één vrouw (de dan 11-jarige Sonja Henie), die in vijf takken van sport deelnamen. Noorwegen eindigde op de eerste plaats in het medailleklassement met vier gouden, zeven zilveren en zes bronzen medailles. Thorleif Haug won drie gouden medailles.

## Medailleoverzicht
| Sport              | Olympiër             | Discipline | Medaille |
| ------------------ | -------------------- | ---------- | -------- |
| Langlaufen         | Thorleif Haug        | 18 km      | Goud     |
| Langlaufen         | Thorleif Haug        | 50 km      | Goud     |
| Noordse combinatie | Thorleif Haug        | mannen     | Goud     |
| Schansspringen     | Jacob Tullin Thams   | mannen     | Goud     |
| Langlaufen         | Johan Grøttumsbråten | 18 km      | Zilver   |
| Langlaufen         | Thoralf Strømstad    | 50 km      | Zilver   |
| Noordse combinatie | Thoralf Strømstad    | mannen     | Zilver   |
| Schaatsen          | Oskar Olsen          | 500 m      | Zilver   |
| Schaatsen          | Roald Larsen         | 1500 m     | Zilver   |
| Schaatsen          | Roald Larsen         | allround   | Zilver   |
| Schansspringen     | Narve Bonna          | mannen     | Zilver   |
| Langlaufen         | Johan Grøttumsbråten | allround   | Brons    |
| Noordse combinatie | Johan Grøttumsbråten | mannen     | Brons    |
| Schaatsen          | Roald Larsen         | 500 m      | Brons    |
| Schaatsen          | Roald Larsen         | 5000 m     | Brons    |
| Schaatsen          | Roald Larsen         | 10.000 m   | Brons    |
| Schaatsen          | Sigurd Moen          | 1500 m     | Brons    |

## Deelnemers en resultaten

### Kunstrijden
| Olympiër    | Discipline | Resultaat | Prestatie             |
| ----------- | ---------- | --------- | --------------------- |
| Sonja Henie | vrouwen    | 8e        | pc. 50; 203.82 punten |

### Langlaufen
| Olympiër             | Discipline  | Resultaat      | Prestatie       |
| -------------------- | ----------- | -------------- | --------------- |
| Thorleif Haug        | 18 km 50 km | Goud · Goud    | 1:14.31 3:44.32 |
| Johan Grøttumsbråten | 18 km 50 km | Zilver · Brons | 1:15.51 3:47.46 |
| Jon Maardalen        | 18 km 50 km | 4e             | 1:16.56 3:49.48 |
| Einar Landvik        | 18 km       | 5e             | 1:17.27         |
| Thoralf Strømstad    | 50 km       | Zilver         | 3:46.23         |

### Noordse combinatie
| Olympiër             | Discipline | Resultaat | Prestatie     |
| -------------------- | ---------- | --------- | ------------- |
| Thorleif Haug        | mannen     | Goud      | 18.906 punten |
| Thoralf Strømstad    | mannen     | Zilver    | 18.219 punten |
| Johan Grøttumsbråten | mannen     | Brons     | 17.854 punten |
| Harald Økern         | mannen     | 4e        | 17.260 punten |

### Schaatsen
| Olympiër         | Discipline                            | Resultaat                               | Prestatie                             |
| ---------------- | ------------------------------------- | --------------------------------------- | ------------------------------------- |
| Roald Larsen     | 500 m 1500 m 5000 m 10.000 m allround | Brons · Zilver · Brons · Brons · Zilver | 44,8 2.22,0 8.50,2 18.12,2 9.5 punten |
| Sigurd Moen      | 500 m 1500 m 5000 m 10.000 m allround | 13e · 4e · 6e · 5e                      | 47,2 2.25,6 8.51,0 18.19,0 17 punten  |
| Harald Strøm     | 500 m 1500 m 5000 m 10.000 m Allround | 8e 5e 4e                                | 45,6 2.29,0 8.54,6 18.18,6 17 punten  |
| Oskar Olsen      | 500 m 1500 m                          | · 6e                                    | 44,2 2.29,2                           |
| Fridtjof Paulsen | 5000 m 10.000 m                       | 7e 4e                                   | 8.59,0 18.13,0                        |

### Schansspringen
| Olympiër           | Discipline | Resultaat | Prestatie     |
| ------------------ | ---------- | --------- | ------------- |
| Jacob Tullin Thams | mannen     | Goud      | 18.960 punten |
| Narve Bonna        | mannen     | Zilver    | 18.689 punten |
| Thorleif Haug      | mannen     | 4e        | 17.821 punten |
| Einar Landvik      | mannen     | 5e        | 17.521 punten |

België · Canada · Finland · Frankrijk · Groot-Brittannië · Hongarije · Italië · Joegoslavië · Letland · Noorwegen · Oostenrijk · Polen · Tsjecho-Slowakije · Verenigde Staten · Zweden · Zwitserland